# Ропуха азійська
Ропуха азійська (Bufo gargarizans) — вид земноводних з роду Ропуха родини Ропухові. Отруйна амфібія.

## Опис
Загальна довжина 10—12,5 см. Спостерігається статевий диморфізм: самиці більші за самців. Шкіра вкрита горбиками з гострими шипиками, а також округлими гладенькими бородавками. Поєднані горбки на пальцях подвійні. У самців відсутні резонатори.
Забарвлення зверху досить різноманітне: сіре, сіро-оливкове, коричнювате, червонувате з малюнком з темних, зеленувато-бурих або рудуватих плям або без них. Темна смуга на зовнішньому краї паротиди переходить на боки тіла. Іноді уздовж середини спини проходить тонка смужка. Черево жовтуватого або брудно—білого кольору з дрібними темними цятками.

## Спосіб життя
Полюбляє кедрово-широколистяні та листяні ліси. Зустрічається також і на відкритих ділянках на луках, полях, городах, на Сахаліні звичайна в бамбукових заростях. У горах відома на висоті до 800 м над рівнем моря. Часто трапляється в селищах і навіть у великих містах. Активна здебільшого у сутінках, але може іноді зустрітися і вдень, особливо у вологих і затінених місцях, а також у похмуру і дощову погоду. Зазвичай вдень ховається під хмизом, у гнилих пнях, підстилці з листя, норах гризунів, порожнинах ґрунту, під деревиною.
Харчується наземними безхребетними, переважно жуками, перетинчастокрилими, метеликами, прямокрилими, а також павуками, молюсками. Пуголовки обгризають водні рослини, годуються у товщі води або з поверхні, часто повертаючись догори черевом. Зимують в норах гризунів, під корінням дерев, в льохах. Навесні пробуджується з другої половини квітня — до середини травня при температурі повітря 4-7°С, коли погода ще нестійка, з різкими перепадами температури.

## Розмноження
Статева зрілість настає у віці 3—4 років. Період розмноження розтягнутий і може тривати до середини червня. Ропухи розмножуються у невеликих водоймах зі стоячою або слабкопроточною водою глибиною до 1 м у лісах, долинах річок, на заболочених луках, у старицях, калюжах, придорожніх канавах. Спочатку у водойми приходять самці, а потім самиці. Через 2—14 діб після своєї появи приступає до розмноження. Утворення пари може відбуватися як біля водойм, так і в них самих. Парування триває близько 3—6 годин, після чого самиця відкладає ікру за 2—3 години у вигляді шнура довжиною 1,5—4 м і завтовшки 5—7 мм.
Ікринки діаметром близько 2,1 мм розташовані у 1—3 рядки. Шнури намотуються на рослини на глибині до 25 см або лежать на дні, якщо у водоймі немає рослинності. Кількість ікринок коливається від 1930 до 7500 штук. Після ікрометання покидає водойму.
Поява пуголовків настає зазвичай через 4—17 діб. Розвиток личинок триває 45—66 діб. Для пуголовок характерна групова поведінка: вони утворюють щільні великі скупчення, узгоджено пересуваються у воді. Вдень вони знаходяться на мілині або неподалік від поверхні води. Смертність на ембріональній і личинкової стадіях розвитку висока і становить близько 58-80% до стадії сеголетка. Метаморфоз проходить за 3—5, рідше 10 діб. Сеголетки глянцево—чорного кольору з'являються у червні — на початку серпня, будучи дуже дрібними (до 7—10 мм). Ропушата близько 5—7 діб тримаються поблизу водойм, зариваючись у вологий ґрунт. Потім вони мігрують від водойм, пересуваючись переважно вдень, але деякі і вночі.

## Розповсюдження
Мешкає у Приамур'ї на схід від річки Бурея до гирла Амура, басейн річки Уссурі і південь Приморського краю, крім степової частини Приханкайської низовини, на о. Сахалін (Російська Федерація), Корейському півострові, Китаї (скрізь, крім самого півдня і північного заходу), а також на островах Рюкю (Японія).